# Museo dell'Alto Medioevo (Roma)
Il Museo nazionale dell'Alto Medioevo "Alessandra Vaccaro" è stato un museo statale italiano, con sede a Roma.
Dal settembre 2016 il Museo, assieme ad altri quattro istituti, è confluito nel Museo delle Civiltà.

## Struttura
Fu inaugurato nel 1967 nella sede del Palazzo delle Scienze per dotare Roma di un museo archeologico dedicato all'Alto Medioevo a partire dall'età età post-classica e, soprattutto, per promuovere la ricerca su un periodo molto importante della storia della città. Espone materiali che vanno dal IV al IX secolo provenienti soprattutto dall'area di Roma e dall'Italia centrale, e consta di 8 sale. Al suo interno ospita anche la decorazione architettonica in opus sectile, ritrovata nel 1959 in un'importante domus ad Ostia antica nei pressi di Porta Marina, e integralmente ricomposto nel Museo.

## Sala I: materiali tardo-antichi

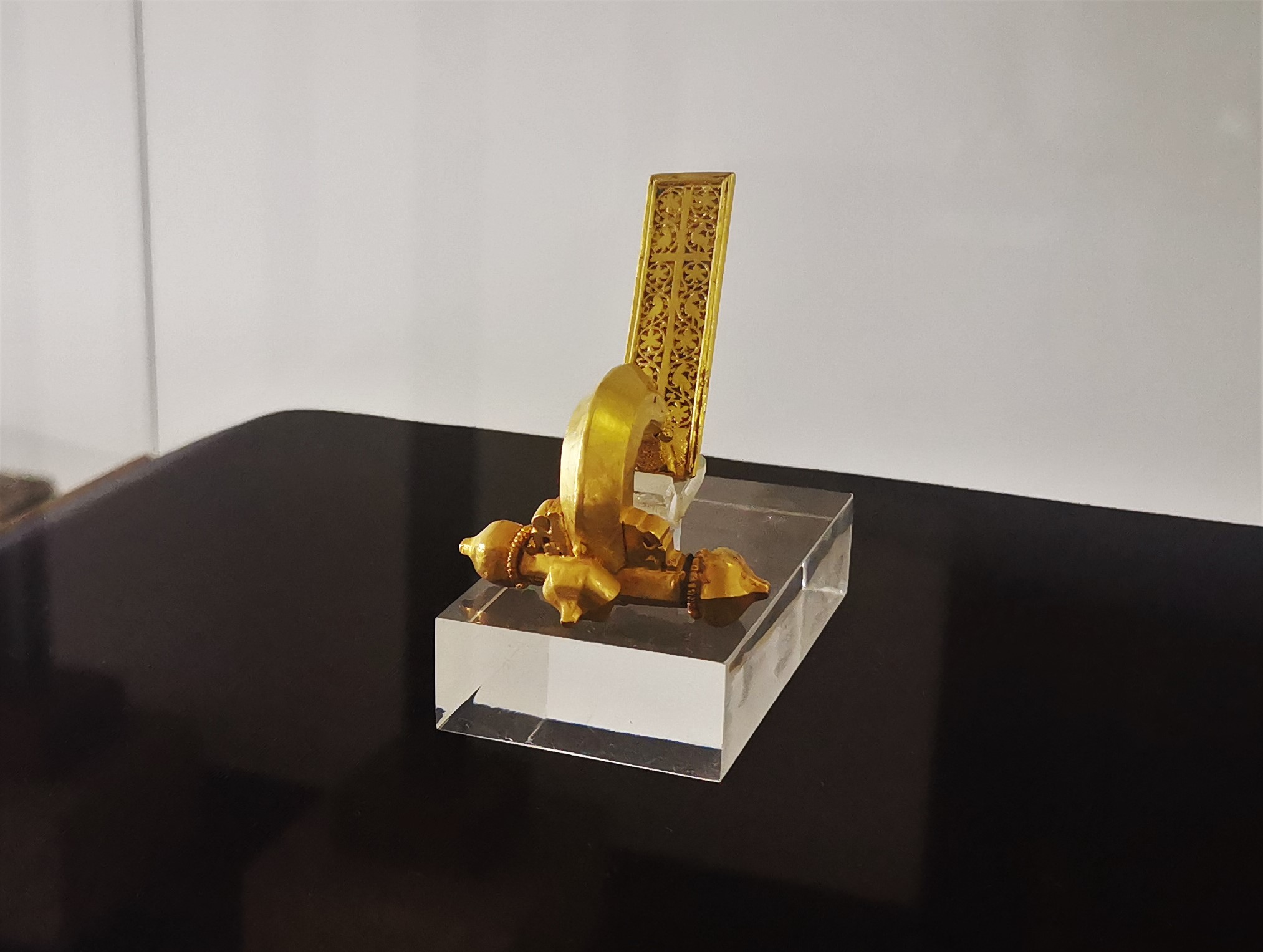
Fibula a balestra in oro con decorazione a traforo, Roma tardo-antica

Nella prima sala, dedicata all'esposizione di alcuni reperti dell'epoca tardo-antica, si trovano delle epigrafi risalenti al V-VI secolo rinvenute nel Lazio. La parte centrale è riservata alla fibula aurea a balestra dal Palatino (seconda metà del V secolo). Sono poi presenti tre ritratti in marmo di imperatori e imperatrici bizantini, e una fistola di piombo per acquedotto, sulla quale l'iscrizione del re ostrogoto Teodato permette di una datazione precisa, particolare per l'epoca.

## Sala II: necropoli longobarda di Nocera Umbra

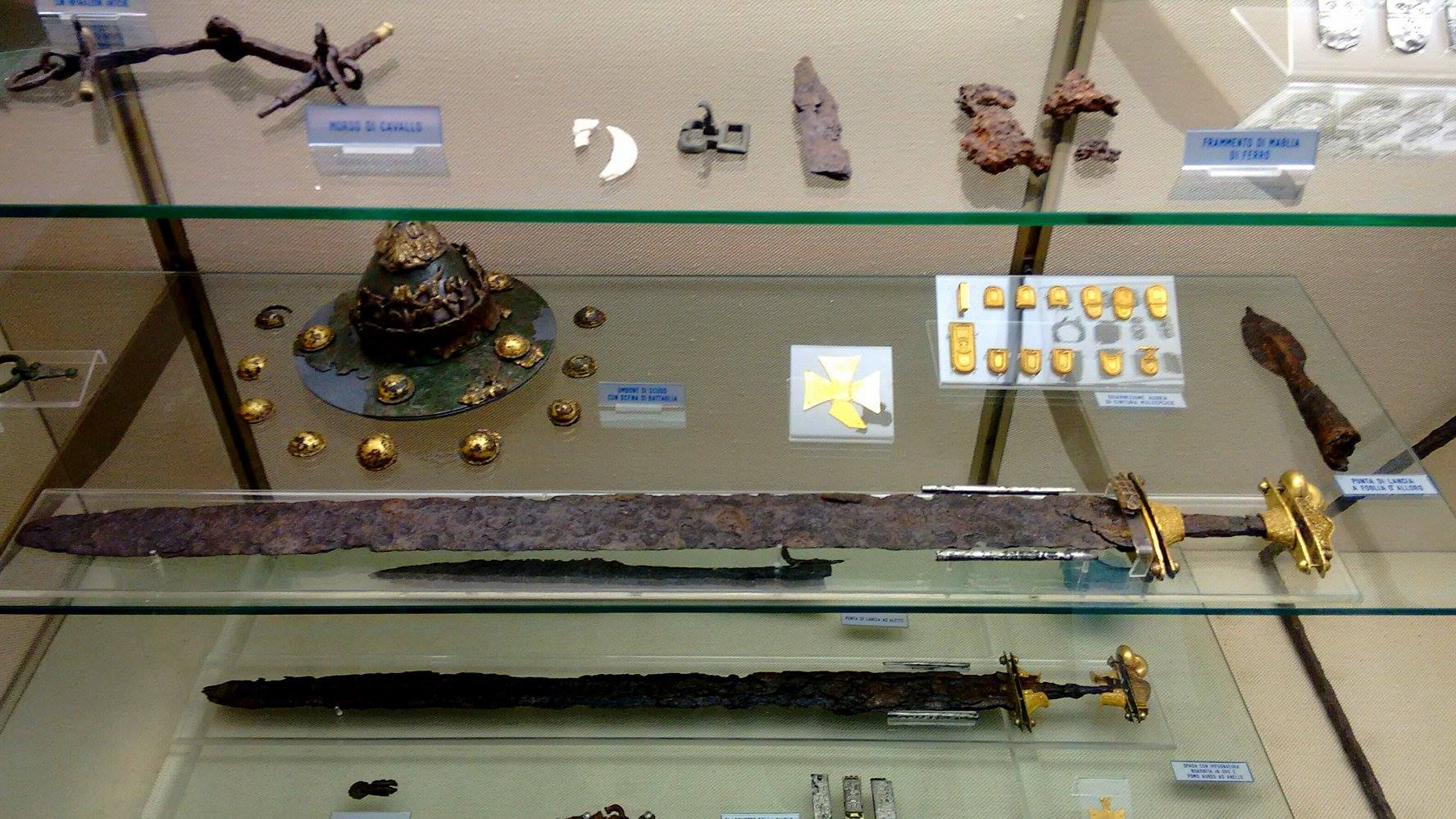
Corredo funebre, Sala II

Nella seconda sala del Museo sono situati reperti archeologici provenienti dagli scavi della necropoli longobarda di Nocera Umbra a Perugia, ritrovata alla fine dell'Ottocento e costituita da 166 tombe.
La sala è divisa in due sezioni, una per le tombe femminili e l'altra per quelle maschili.
Nelle tombe femminili sono stati ritrovati accessori d'abito: fibule, fibbie, collane, orecchini, amuleti, gioielli e oggetti di qualità, guarnizioni di calze e scarpe, e oggetti d'uso quotidiano, come arnesi da lavoro, pettini, recipienti di vetro o di ceramica, cofanetti d'avorio e pissidi di bronzo (questi ultimi forse utilizzati come reliquiarii).
Nelle tombe maschili sono stati ritrovati invece lance, scudi, elmi, frecce, corazze e altri accessori per cavalcare. Di particolare interesse i corredi funebri della vetrina 9, nella quale sono presenti vari oggetti di natura militare, tra cui due spade con impugnatura in oro.

## Sala III: necropoli longobarda di Castel Trosino

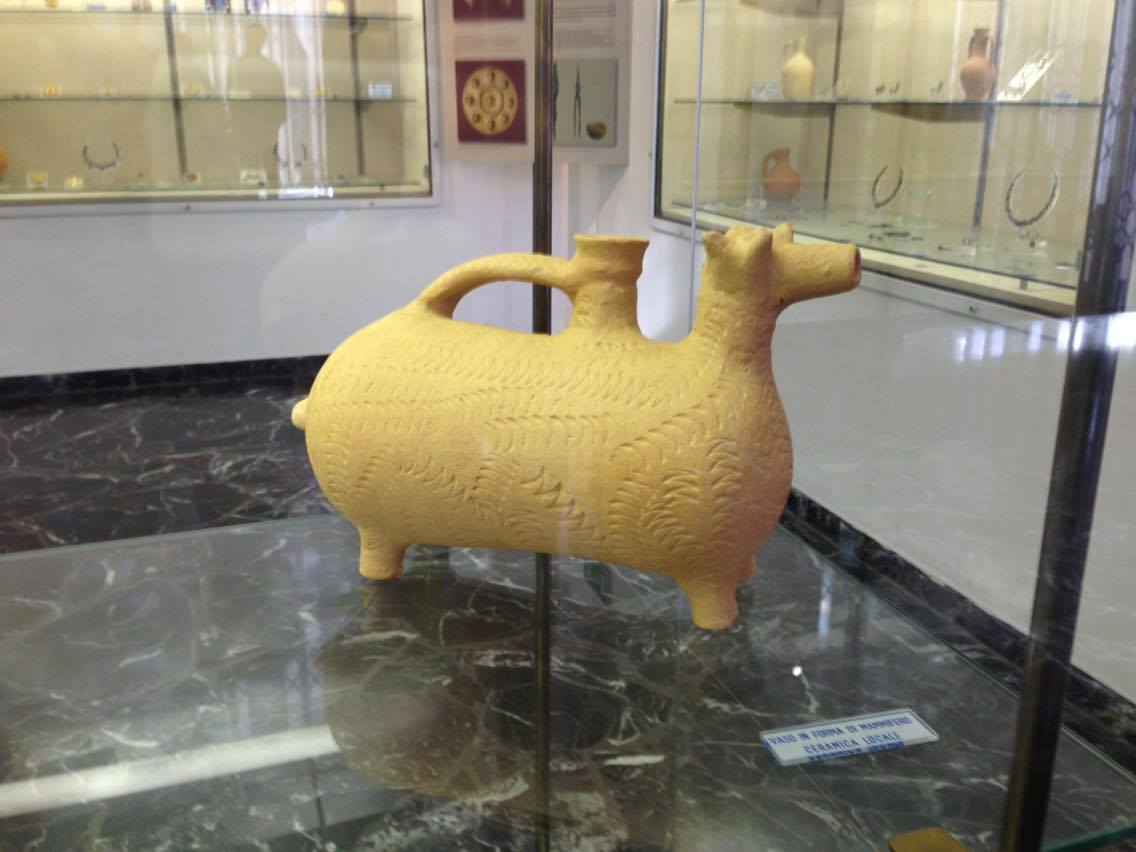
Vaso in forma di mammifero, Sala III. Il vaso, il solo reperto rinvenuto nella tomba 114, è un pezzo unico nel suo genere: raffigurante una pecora, come si può notare dalle solcature imitanti il vello dell'animale, veniva utilizzato come recipiente per liquidi di uso domestico.

Dedicata ai ritrovamenti pertinenti alla necropoli longobarda di Castel Trosino, come la seconda sala, anche questa è divisa in due sezioni. In quella maschile sono esposti varie armi e armature, tra cui spicca nella vetrina 16 la ricostruzione di uno scudo longobardo di cui l'umbone è ancora perfettamente intatto.
Nella sezione femminile, invece, sono presenti numerosi gioielli, ornamenti e oggettistica. Tra i gioielli si trovano diverse collane, anelli matrimoniali e fibule auree, tra queste alcune sono zoomorfe.
Infine nella vetrina 21 sono esposti dei vasi sia in ceramica sia in vetro, tra cui un particolare vaso zoomorfo rappresentante un mammifero, successivamente identificato come una pecora.

## Sale IV e V: rilievi altomedioevali
Le sale contengono principalmente plutei in marmo da edifici di culto. Nella sala IV è presente un frammento di un bassorilievo raffigurante l'ascesa in cielo di Alessandro Magno. In aggiunta sono collocati due vere di pozzi, entrambi datati VIII–IX secolo.
Fa eccezione nelle due sale dedicate ai marmi il tesoretto di Montecassino databile tra il XI e XII secolo. Costituito da una fibula aurea e da 29 monete d'oro, è stato rinvenuto nel 1898 presso la badia di Montecassino.

## Sale VI e VII: insediamenti altomedioevali di S. Cornelia e S. Rufina

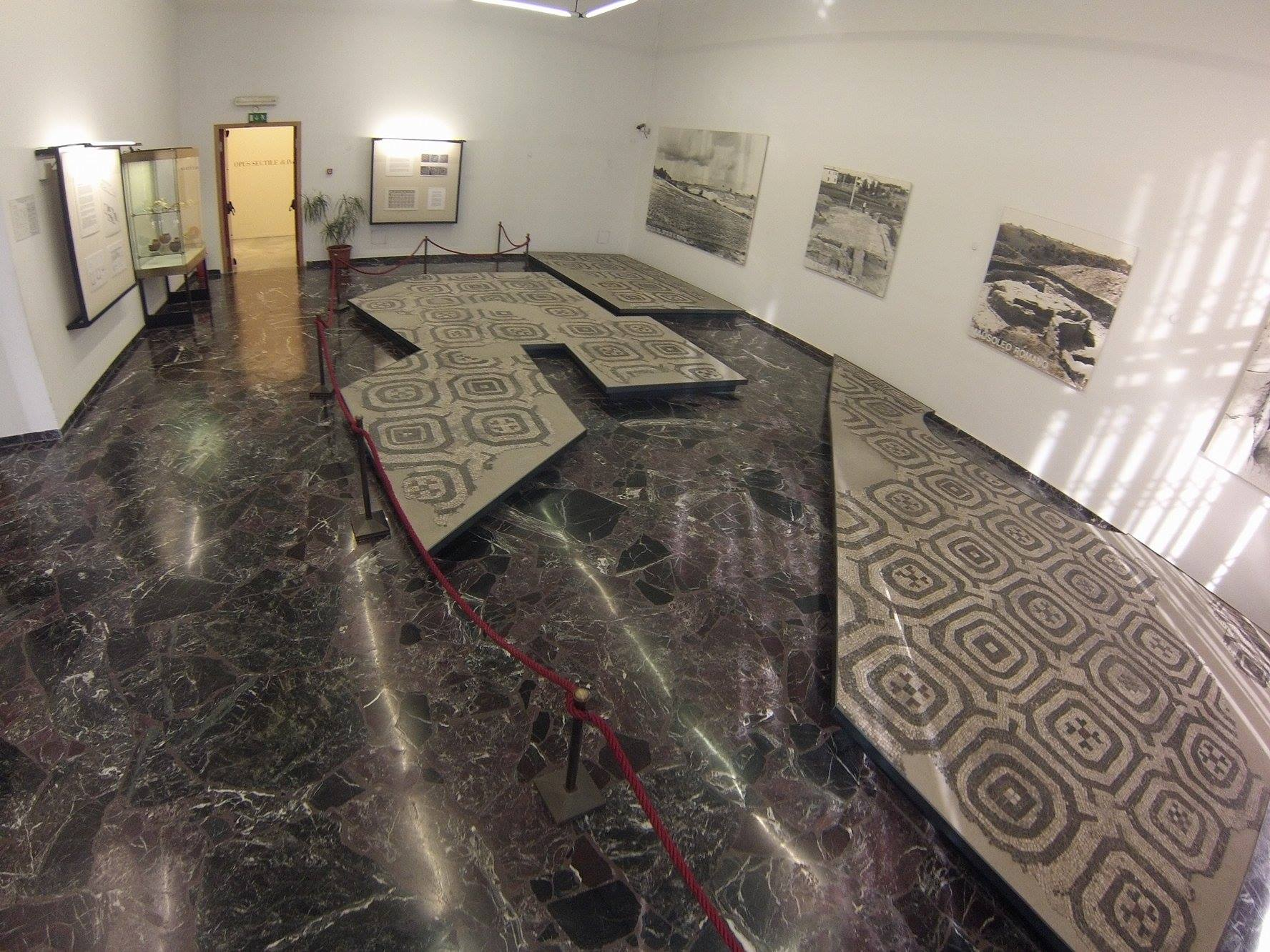
Mosaico di Santa Rufina

La sesta e settima sala sono dedicate a due insediamenti nella campagna romana, rispettivamente a quello di Santa Cornelia presso Veio, sorto sul sito di una villa romana, e Santa Rufina sulla via di Boccea dove avvenne il martirio delle due sante Rufina e Seconda.
I materiali marmorei e ceramici esposti documentano le fasi dei due siti. In particolare è testimoniata la continuità dell'insediamento di Santa Rufina, che – all'inizio sito di un centro agricolo romano – fu in seguito sito di un'area cimiteriale cristiana e dell'insediamento altomedioevale da cui proviene il mosaico pavimentale qui ritrovato.

## Sala VIII: materiali copti
L'ottava e ultima sala ospita la collezione di tessuti e frammenti di abiti provenienti dall'Egitto copto, dall'età tardo-romana fino all'avvento dell'Islam. Si tratta di frammenti di abiti e arredi liturgici decorati con motivi ispirati alla mitologia greco-romana (ciclo dionisiaco), all'iconografia cristiana (santi e cavalieri) e alla tradizione figurativa egiziana (soggetti nilotici). I tessuti sono inoltre stati dipinti solo con pigmenti rinvenuti in natura come il rosso, il giallo, il blu e il verde. I tessuti copti forniscono una delle immagini più vive dell'arte di quel popolo. La tessitura prosegue con le tradizioni artigianali dell'età faraonica ed ellenistica, ed è documentata attraverso gli oggetti rinvenuti nelle tombe.

## Opus Sectiledi Porta Marina

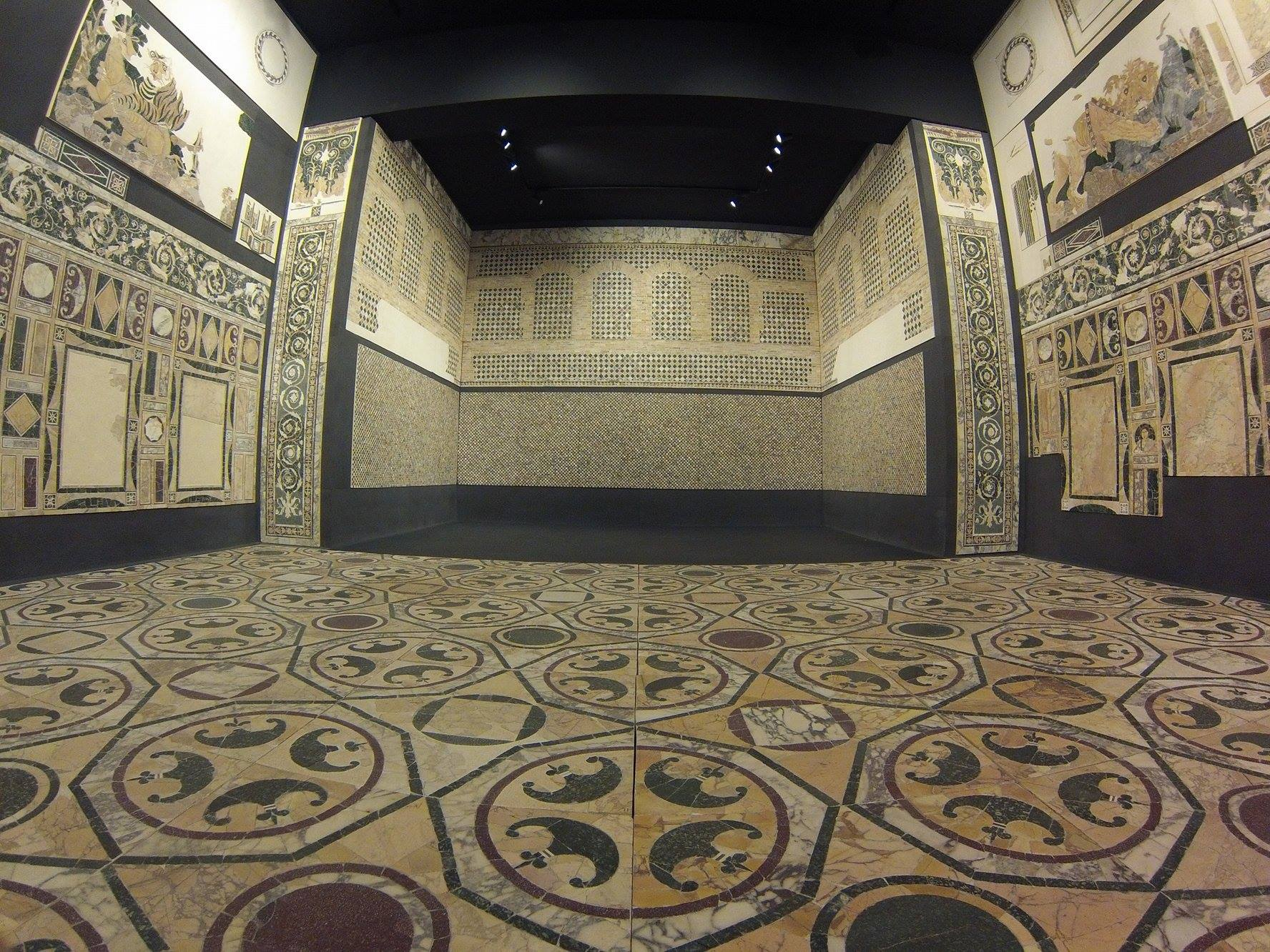
Opus sectile dalla domus di Porta Marina (Ostia)

Nel 2007 è stata inaugurata una nuova sala completamente dedicata alla ricostruzione dell'aula della domus di Porta Marina a Ostia, precedentemente conservata nel museo archeologico ostiense, realizzata con la tecnica marmorea dell'opus sectile, l'unico esemplare attualmente pervenutoci di questo particolare tipo di decorazione. È stato inoltre possibile datarlo con precisione (383–388) grazie a una moneta di bronzo ritrovata nelle basi di malta dell'opera.
La conservazione di questo preziosissimo reperto è dovuta al crollo dell'edificio in cui era situato, che lo ha quindi preservato fino alla sua scoperta, avvenuta durante gli scavi condotti tra il 1938 e il 1942 da Guido Calza in vista dell'Esposizione Universale del 1942, ma si dovette aspettare il 1959 perché la decorazione fosse stata completamente restaurata.
Le parti rinvenute e ricostruite sono le pareti, il pavimento e l'esedra. La notevole varietà di materiali che compongono l'opus sectile, provenienti da varie zone del mar Mediterraneo, permette di ricostruire la rete dei commerci dell'età tardo-antica romana.